# Christian Sarron
Christian Sarron, född den 27 mars 1955 i Clermont-Ferrand, Frankrike är en fransk f.d. roadracingförare. Han blev världsmästare i 250GP 1984 och trea i 500GP 1985 och är en av de mest kända franska roadracingförarna genom tiderna.

## Segrar 500GP
| Nummer | Grand Prix   | År   |
| ------ | ------------ | ---- |
| 1      | Västtyskland | 1985 |

## Segrar 250GP
| Nummer | Grand Prix     | År   |
| ------ | -------------- | ---- |
| 1      | Västtyskland   | 1977 |
| 2      | Finland        | 1982 |
| 3      | Sverige        | 1983 |
| 4      | Österrike      | 1984 |
| 5      | Västtyskland   | 1984 |
| 6      | Storbritannien | 1985 |